# Graffite du tombeau d'Ahiram

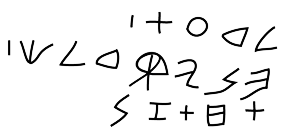
Reproduction du graffite du tombeau d'Ahiram.

Le graffite du tombeau d'Ahiram est situé dans la nécropole royale de Jebail (actuel nom arabe de Byblos).
La paroi sud du puits menant à l'hypogée contient, à environ trois mètres de l’orifice, le graffite du tombeau d'Ahiram.

## Description
Le quatrième signe de la deuxième ligne n'est pas très clair, un beth a été gravé par-dessus un quoph, ou vice versa.
Nous nous en tiendrons à la lecture de René Dussaud, premier traducteur en français, de ce petit texte :
«  Avis, voici ta perte (est) ci-dessous »
Pierre Montet qui entreprit en 1922 les fouilles de la nécropole royale, a fait le commentaire suivant :
« Si l’on remarque que le graffite est un peu plus haut que les niches des parois est et ouest, on n’a pas de peine à comprendre pourquoi cet avis a été gravé à une telle place. Les poutres qui s’appuyaient dans les niches soutenaient un plancher tenant toutes la largeur du puits. Les constructeurs du tombeau n’ont pas estimé que le cadavre du roi fût suffisamment protégé par le dallage de l’orifice et par le mur bâti à l’entrée de la chambre à mi-hauteur du puits, ils ont donc posé un plancher de bois qui constituait un troisième obstacle. Les pillards qui auraient enlevé le dallage et commencé à vider le puits, n’auraient pu éviter d’apercevoir l’avis une fois parvenus à ce plancher. »
— Montet, Byblos et l'Égypte, p. 217.